# بارثوملي (تشيشير)
بارثوملي (بالإنجليزية: Barthomley)‏ هي قرية وأبرشية مدنية تقع في المملكة المتحدة في إنجلترا. يقدر عدد سكانها بـ 202 نسمة .